# 盧拉比冰川
69°15′S 63°37′W / 69.250°S 63.617°W
盧拉比冰川是南極洲的冰川，位於帕爾默地，全長50公里，流經斯克里普斯高地和芬利高地之間，在1928年12月20日由澳大利亞探險家命名。